# Zbigniew Wilczyński
Zbigniew Wacław Wilczyński (ur. 27 lutego 1928 w Siankach, zm. 30 października 1991 w Szczecinie) – polski lekarz, doktor nauk medycznych, radny Szczecina, pułkownik.

## Życiorys
Urodził się zimą 1928 w Siankach, w powiecie turczańskim w województwie stanisławowskim. Ojciec Tadeusz Wilczyński pochodził z Nowego Sącza, w Siankach służył w Korpusie Ochrony Pogranicza. Matka, Maria z domu Antoniszczak, zajmowała się domem. Zbigniew miał starszą siostrę, Sabinę. W 1934 cała rodzina przeniosła się do Stanisławowa, gdzie rok później zmarł ojciec. Zbigniew uczył się podczas okupacji niemieckiej w szkole powszechnej w Stanisławowie, a w 1944 rozpoczął naukę w szkole mechanicznej Werkschule przy warsztatach kolejowych. Jednak już wiosną 1944 wyjechał z rodziną do krewnych do Nowego Sącza i w 1945 zdał tam tzw. małą maturę w Państwowym Gimnazjum Ogólnokształcącym im. Bolesława Chrobrego. Następnie wraz z rodziną przeniósł się do Gdańska i tu uczył się i zdał maturę dnia 29 maja 1947 w II Państwowym Liceum Ogólnokształcącym im. dr W. Pniewskiego. W 1947 rozpoczął studia na Akademii Lekarskiej w Gdańsku. Ukończył je jako przodownik nauki dnia 19 lipca 1952. Po szkole wyższej rozpoczął pracę w przyuczelnianej II Klinice Chirurgicznej, skąd w 1952 powołano do służby wojskowej. Odbył przeszkolenie oficerskie w Śremie i w Łodzi, a następnie mianowany na stopień porucznika. Skierowano go na stanowisko lekarza jednostki wojskowej w Sztumie. Dodatkowo szkolił się w Klinice Chorób Kobiecych Akademii Medycznej w Gdańsku, pracował cywilnie w poradni dla kobiet, prowadził szkoleniową izbę porodową. Został członkiem Polskiego Towarzystwa Ginekologicznego. W 1954 został przeniesiony do Piszu, gdzie został asystentem Oddziału Ginekologiczno-Położniczego 102. Wojskowego Szpitala Garnizonowego. W 1956 po likwidacji szpitala Wilczyński został skierowany do Elbląga. Tego roku uzyskał specjalizację I stopnia, a w 1960 – II stopnia w ginekologii i położnictwie. W Elblągu awansował do stopnia kapitana, a następnie majora. Pełnił funkcję przewodniczącego Koła Naukowego Lekarzy i Farmaceutów Wojskowych. W 1970 roku został przeniesiony do 109. Wojskowego Szpitala Garnizonowego w Szczecinie, gdzie objął stanowisko ordynatora Oddziału Ginekologiczno-Położniczego, a od 1973 był adiunktem Kliniki Patologii Ciąży i Porodu Pomorskiej Akademii Medycznej. 31 października 1972 uzyskał stopień naukowy doktora medycyny za pracę pt. „Ocena przydatności elektrokonizacji jako metody leczenia zmian strukturalnych szyjki macicy przy współistniejących nadżerkach” (pod kierownictwem prof. Jerzego Higiera). Od czerwca do grudnia 1974 uczestniczył w misji pokojowej ONZ w Egipcie jako szef służby zdrowia Kwatery Głównej. W Egipcie założył Towarzystwo Lekarzy Wojskowych Bliskiego Wschodu, skupiające lekarzy z różnych krajów. Od 1977 pełnił funkcję zastępcy rzecznika dobra służby zdrowia w Okręgowej Komisji Kontroli Zawodowej w Szczecinie. W 1988 roku został radnym Miejskiej Rady Narodowej w Szczecinie. W 1982 awansował do stopnia pułkownika. Zmarł 30 października 1991 w wieku 63 lat. Wilczyńskiego pochowano na cmentarzu Centralnym w Szczecinie kwatera 96B.

### Życie prywatne
Ożenił się z lekarz ginekolog Ewą Marią z domu Kuszłejko. Mieli jedną córkę, Hannę (Hanna Toczko, dziennikarka) i jednego syna (Janusz Wilczyński, dziennikarz). Umiłował turystykę, w 110. Wojskowym szpitalu Garnizonowym w Elblągu założył koło PTTK i był jego aktywnym prezesem.

## Odznaczenia i nagrody
- Krzyż Kawalerski Orderu Odrodzenia Polski
- Złoty Krzyż Zasługi
- Srebrny Krzyż Zasługi
- Brązowy Krzyż Zasługi
- Złoty Medal „Siły Zbrojne w Służbie Ojczyzny”
- Srebrny Medal Siły Zbrojne w Służbie Ojczyzny
- Brązowy Medal Siły Zbrojne w Służbie Ojczyzny
- Złoty Medal za Zasługi dla Obronności Kraju
- Srebrny Medal za Zasługi dla Obronności Kraju
- Brązowy Medal za Zasługi dla Obronności Kraju
- Medal ONZ za Służbę dla Pokoju
- Odznaka Za zasługi w ochronie granic PRL
- Medal za Zasługi dla 12 Dywizji im. Armii Ludowej
- Brązowa Wojskowa Odznaka Strzelecka
- Srebrna Odznaka PTTK
- Odznaka Honorowa Polskiego Czerwonego Krzyża III stopnia
- Odznaka Honorowa Gryfa Pomorskiego
- Odznaka honorowa „Za wzorową pracę w służbie zdrowia”